# St. Helena (Birkirkara)

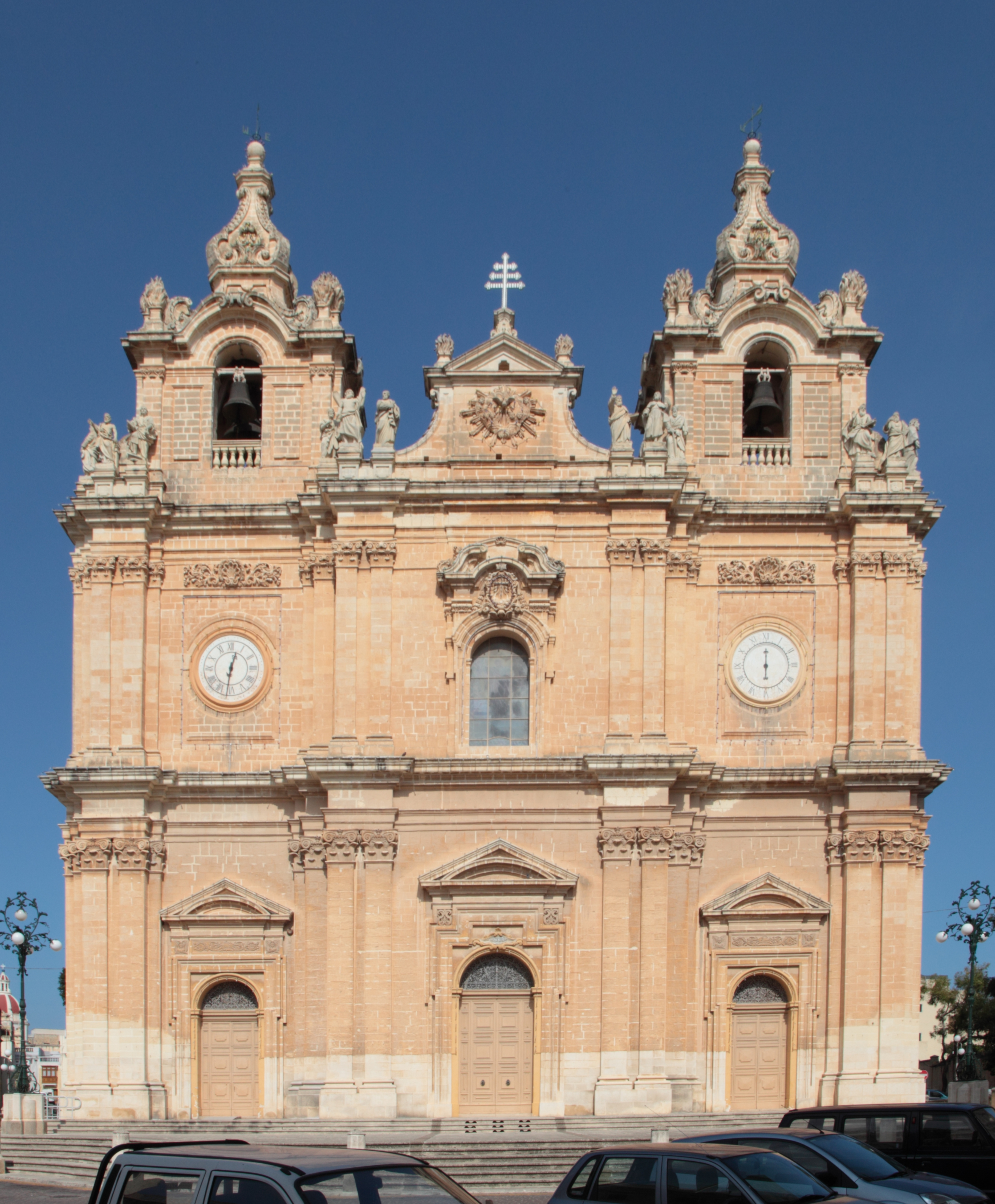
Fassade der Basilika

Die Basilika St. Helena (maltesisch Knisja Parrokkjali ta' Santa Elena, englisch Parish Church of St Helen) ist die Pfarrkirche der maltesischen Stadt Birkirkara auf der Insel Malta. Sie ist unter der Nummer 235 im National Inventory of the Cultural Property of the Maltese Islands aufgeführt und steht als Grade-1-Bauwerk unter Denkmalschutz.

## Geschichte
Der Grundstein zur Kirche wurde 1727 gelegt, vollendet wurde sie 1745. Am 18. Januar 1950 wurde die Kirche von Papst Pius XII. zur Basilica minor erhoben.

## Bauwerk und Ausstattung
Die Fassade ist vom sizilianischen Barock inspiriert. Sie zeigt gruppierte Säulen im unteren Geschoss und eine korinthische Ordnung im darüberliegenden Fassadengeschoss. Über den Pilastern finden sich Skulpturen zahlreicher Heiliger.
Der Innenraum ist reich an Fresken und Altären (12 an der Zahl). Die Kirche misst 54 mal 33,5 Meter.
Die Kirche beherbergt die größte Glocke Maltas, sie wiegt acht Tonnen, ist drei Meter hoch und hat einen Durchmesser von 2,5 Metern. Sie wurde 1931 von dem Gießer Barigozzi in Mailand gegossen. Ihr Schlagton ist f°-1.